# Otthein Herzog
Otthein Herzog (* 25. September 1944) ist ein deutscher Informatiker.

## Biografie
Herzog studierte von 1966 bis 1972 am Leibniz Kolleg der Universität Tübingen, Elektrotechnik an der Universität Stuttgart, Informatik an der Universität Karlsruhe sowie Informatik und Mathematik an der Universität Bonn und schloss in Bonn mit einer Diplomarbeit (und einem darauf aufbauenden Patent) zur Synthese von Zellulären Netzwerken ab. Er wurde 1976 zum Dr. rer. nat. an der Universität Dortmund über die Analyse der Kontrollstruktur von parallelen Programmen mit Hilfe von Petri-Netzen promoviert. Sein zunächst klassisch begonnener Weg als Wissenschaftler führte ihn 1977 in die Software-Entwicklung und die praxisorientierte Forschung bei IBM, wo Produktentwicklungen, Software Engineering, und seit 1985 im von ihm gegründeten und geleiteten ersten KI-Forschungsinstitut in Deutschland, dem IBM Institut für Wissensbasierte Systeme, Logik und Linguistik im Projekt LILOG und wissensbasierte Systeme wesentliche Schwerpunkte seiner Arbeit bildeten.
1993 wurde Herzog auf die Professur für Künstliche Intelligenz an die Universität Bremen berufen, die er bis zu seiner Pensionierung 2009 innehatte. Dort gründete er 1995 zusammen mit Kollegen das Technologie-Zentrum Informatik der Universität Bremen (Sprecher bis 2009) und 2004 das Mobile Research Center (Sprecher bis 2010). Herzog war von 2004 bis 2007 der erste Sprecher des Sonderforschungsbereichs 637 „Selbststeuerung logistischer Prozesse - ein Paradigmenwechsel und seine Grenzen“. Von 1998 bis 2024 war er Affiliate Professor am Machine Learning and Inference Laboratory der George Mason University in Fairfax, VA, das ursprünglich von Richard Michalski gegründet und nach dessen zu frühem Tod von Janusz Wojtusiak weiter geführt wurde. 2010 wurde er auf die Wisdom Professur Visual Information Technologies in der School of Humanities and Social Sciences der Jacobs University Bremen berufen, die er bis 2019 innehatte.
2015 wurde Herzog auf eine Forschungsprofessur der Tongji University, Shanghai, PRC, berufen, wo er seitdem im interdisziplinären Institut für Stadtplanung (CIUC – China Intelligent Urbanization Co-creation Center, Direktor: Prof. Siegfried WU Zhiqiang) an KI-Methoden für Entscheidungsunterstützungssysteme  für die Planung lebenswerter Städte arbeitet. Im Juli 2021 verlieh ihm die Tongji University die Ehrenprofessur der Tongji University für seine Arbeiten auf diesem Gebiet, und im September 2021 wurde ihm von der Stadt Shanghai der Magnolia Silver Award verliehen „in recognition of your eminent contributions to Shanghai's development and international cooperation“.
Seit 2006 ist er gewähltes Mitglied von acatech – Nationale Deutsche Akademie der Technikwissenschaften. Von 2008 bis 2011 war er dort Sprecher des Themennetzwerks IKT, und von 2011 bis 2013 Mitglied des acatech-Präsidiums mit dem Verantwortungsbereich Internationale Beziehungen.
2008 wurde er zum Fellow der Gesellschaft für Informatik ernannt.
2019 wurde er von einer unabhängigen Jury zu einem der „Zehn prägenden Köpfe“ der 50-jährigen deutschen KI-Geschichte gewählt.
2021 wurde er zum International Member der Chinese Academy of Engineering gewählt.
2024 erhielt er den Chinese Government Friendship Award für „seinen wichtigen Beitrag zur Modernisierung Chinas und den Austausch und die Zusammenarbeit mit anderen Ländern“.

## Lehre
Die von Herzog bevorzugte Lehre beinhaltet studentisch geführte Projekte, welche einen Großteil des Studiums der Informatik an der Universität Bremen ausmachen. Beispiele sind die abgeschlossenen Projekte SVP - Semantic Video Patterns und ADDiCT (Automatische Generation von Film-Trailern) oder das im Wintersemester 2007 gestartete Projekt Mobile Semantic Desktop, welches die Disposition innerhalb eines Fahrradkurierunternehmens vereinfachen konnte.